# Záporožští kozáci
Záporožští kozáci, někdy též Vojsko záporožské (ukrajinsky Військо Запорозьке, Vijsko Zaporoz'ke nebo Військо Запорізьке, Vijsko Zaporiz'ke) byli kozáci, kteří žili za říčními prahy Dněpru (tzn. po proudu od nich). Území je také historicky známé jako Divoká pole a nachází se v oblasti dnešní střední a východní Ukrajiny. Velká část tohoto prostoru je nyní zaplavena vodami Kachovské přehrady.

## Historie
Záporožská Sič, kozácká pevnost na Dněpru, předchůdce ukrajinského státu, se v 15. století rychle rozrostla pomocí nevolníků prchajících z více kontrolovaných částí Polsko-litevské unie. Stala se respektovaným politickým subjektem s parlamentním systémem vlády. 
V průběhu 16., 17. a velkou část 18. století byli Záporožští kozáci mocnou politickou a vojenskou silou, která napadala autoritu Polsko-litevské unie, carského Ruska a Krymského chanátu.
Vojsko prošlo řadou konfliktů a aliancí zahrnujících tři mocnosti, včetně podpory povstání v 18. století. Jejich vůdce podepsal smlouvu s Rusy. Tato skupina byla Ruskou říší násilně rozpuštěna na konci 18. století, přičemž velká část populace byla přesídlena do oblasti Kubáně na jižním okraji Ruské říše, zatímco jiní zakládali města na jihu Ukrajiny a nakonec se stali státními rolníky. Kozáci hráli cennou roli při dobývání území na Kavkaze a na oplátku se těšili značné svobodě udělené cary.
Jméno Záporožci pochází z polohy jejich pevnosti Sič v Záporoží, tj. „země za peřejemi“, z ukrajinského za („za“) a poróhy („peřeje“).